# 영월교도소
영월교도소는 대한민국의 교도소이다. 강원특별자치도 영월군 영월읍 팔괴로 110-27에 위치하고 있다. 2011년 2월 11일 개청했다.

## 연혁
- 2009. 09. 07. 준공
- 2010. 11. 15. 자치처우시설 지정
- 2011. 02. 11. 영월교도소 개청